# Scaptius chrysopera
Scaptius chrysopera är en fjärilsart som beskrevs av William Schaus 1905. Scaptius chrysopera ingår i släktet Scaptius och familjen björnspinnare. Inga underarter finns listade.